# Jesse Tugbenyo
Jesse Edem Tugbenyo (* 7. August 2001 in Warstein) ist ein deutscher Fußballspieler.

## Karriere
Nach seinen Anfängen in der Jugend von Schwarz Weiß Suttrop und des SV Lippstadt 08 wechselte er im Sommer 2018 in die Jugendabteilung des SC Paderborn 07. Für seinen Verein kam er zu 20 Spielen in der A-Junioren-Bundesliga, bei denen ihm vier Tore gelangen. Im Sommer 2019 wurde er in den Kader der zweiten Mannschaft in der Oberliga Westfalen aufgenommen. Bereits in der darauffolgende Spielzeit gehörte er auch dem Kader der ersten Mannschaft in der 2. Bundesliga an.
Mit der U21-Mannschaft des SC Paderborn 07 bestritt Tugbenyo im Januar 2020 ein Testspiel, bei dem er sich einen Genickbruch zuzog, als er im Fallen von einem Gegenspieler im Nacken getroffen wurde. Der gebrochene erste, zweite und vierte Halswirbel wurde nach mehreren Eingriffen mit vier Schrauben und zwei Stangen gestützt. Diese in der Chirurgie als Cage bezeichnete Konstruktion ermöglichte ihm die Wiederaufnahme des Profisports.
Um Spielpraxis zu sammeln, wurde er im Winter 2021 für die Rückrunde an die Sportfreunde Lotte in der Regionalliga West ausgeliehen. Nach seiner Rückkehr kam er in Paderborn auch zu seinem ersten Einsatz im Profibereich, als er am 17. April 2022, dem 30. Spieltag, beim 1:0-Auswärtssieg gegen den FC Ingolstadt 04 in der 90. Spielminute für Philipp Klement eingewechselt wurde. Im Sommer 2022 erfolgt sein leihweiser Wechsel über eine Spielzeit in die 3. Liga zum SC Verl.
Nach seiner Rückkehr kam er in der Saison 2023/24 zu keinem Pflichtspieleinsatz für Paderborn und so wechselte der Spieler im Sommer 2024 ablösefrei zum Regionalligisten MSV Duisburg.

## Erfolge
- Meister der Regionalliga West 2025 und Aufstieg in die 3. Liga (mit dem MSV Duisburg)